# 5010 Amenemhêt
Az 5010 Amenemhêt (ideiglenes jelöléssel 4594 P-L) a Naprendszer kisbolygóövében található aszteroida. Cornelis Johannes van Houten,  Ingrid van Houten-Groeneveld,  Tom Gehrels fedezte fel 1960. szeptember 24-én.
Az Amenemhet egyiptomi név, több fáraót is hívtak így.